# Kuća Školskih sestara franjevki Krista Kralja u Nevesinju
Kuća Školskih sestara franjevki Krista Kralja je podružnica Školske sestre franjevke Krista Kralja u Nevesinju.
Fra Alojzija Mišića (biskup od 1912.) dopustio je časnim sestrama otvoriti 17. svibnja 1924. ovu podružnicu u Nevesinju.
Kuće i imanja časnih sestara bile su u Biskupskoj ulici, pokraj župnoga stana. Crkva Uznesenja BDM je na uzvišici zvanoj Megdan, neposredno uza župnu kuću, uz koju je sagrađen ovaj samostan časnih sestara franjevaka. Časne su u svome stanu imale vlastitu kućnu kapelicu. Dok su Školske sestre franjevke djelovale, u sklopu sestarske kuće radilo je i dječje zabavište. Djelovale su u Nevesinju sve do 1949. godine.
Godine 1949. komunistička Jugoslavija nacionalizirala im je kuću skupa s privatnom kapelicom, a časne sestre protjerala. Danas su novi stanari u kućama časnih sestara.